# Villa Arrigona

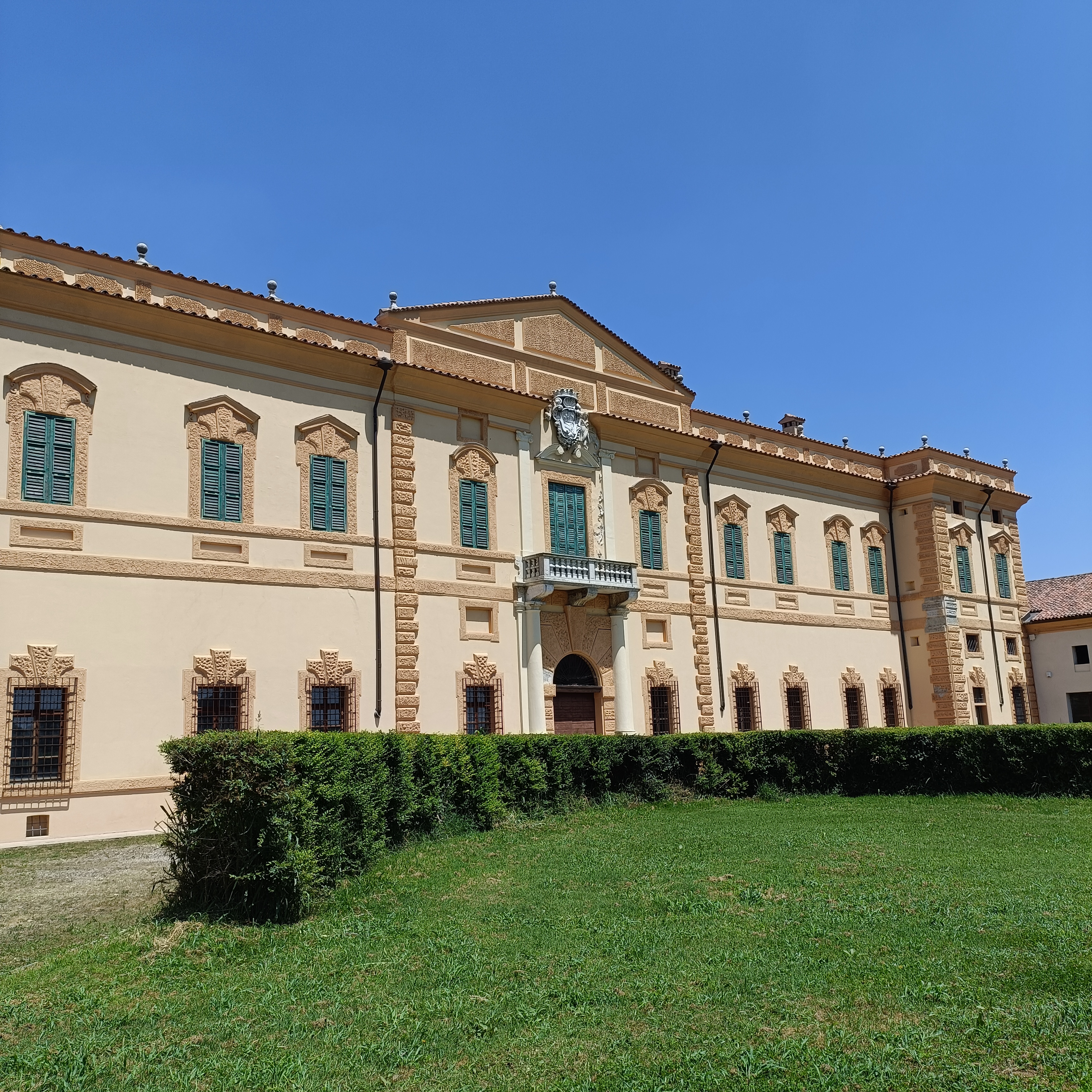
Fassade der Villa Arrigona, 2024

Die Villa Arrigona in San Giacomo delle Segnate gilt als eine der bedeutendsten Villen der Provinz Mantua. Sie wurde zwischen 1619 und 1622 im Auftrag des Grafen Pompeio Arrigoni aus der Adelsfamilie Arrigoni von dem Architekten Antonio Maria Viani erbaut, der in den Diensten der Gonzaga von Mantua stand. 
Die Villa war ein herrschaftlicher Landsitz und wurde meist saisonal bewohnt. Erbaut wurde sie auf zwei Etagen mit angrenzendem spätbarocken Oratorium, Park und Kulturland. Die Fassade zeichnet sich durch ein Tympanon aus, das an den Palazzo del Te erinnert und unter dem das große steinerne Familienwappen hervorsticht. Während des Erdbebens im Mai 2012 wurde das Gebäude stark beschädigt, wobei die Fresken im Erdgeschoss unbeschädigt blieben. Die folgenden umfassenden Renovierungen waren 2019 abgeschlossen.
Der Park der Villa hat eine Fläche von 100.000 m².